# Gent Festival van Vlaanderen
Gent Festival van Vlaanderen is een muziekevenement dat kadert binnen het Festival van Vlaanderen.
Gent Festival van Vlaanderen werd in 1958 opgericht door Jan Briers. Het festival vindt jaarlijks in september plaats in een dertigtal steden en gemeenten in de provincie Oost-Vlaanderen. Het festival maakt er een erezaak van om hoogstaande programma’s met klassieke muziek en wereldmuziek te brengen en musici uit binnen- en buitenland te laten optreden. Hiervoor wordt gebruikgemaakt van historische locaties zoals de Gentse Sint-Baafskathedraal, het Muziekcentrum De Bijloke Gent, de Gentse Handelsbeurs, de Vlaamse Opera en zo meer. Jaarlijks staan er 180 concerten op het programma, waar 1500 (inter)nationale artiesten aan meewerken. Het festival kan telkens rekenen op ruim 55.000 bezoekers. Events zoals Avanti!, het Venetiaans Bal, KidsOdeGand, de Nacht van de Verbeelding en OdeGand zijn vaste waarden. OdeGand is de jaarlijkse start van het culturele seizoen.

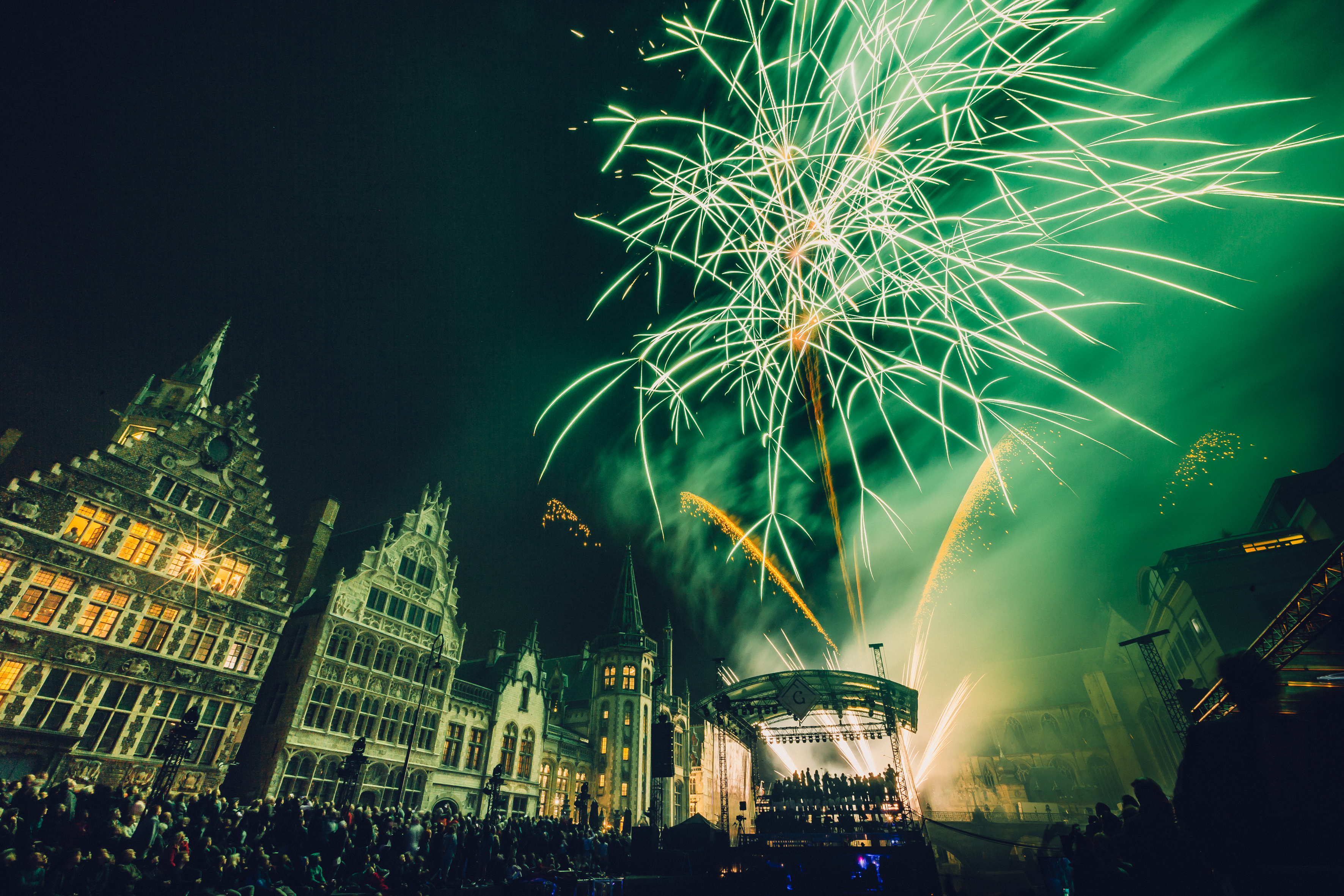
Het vuurwerk aan de Gras- en Korenlei tijdens OdeGand

Sinds 2012 trekt Gent Festival van Vlaanderen het cultuurseizoen op gang met OdeGand, een muziekfestival dat de Gentse binnenstad doet daveren. Aan de idyllische oevers van de Leie, langs kronkelende steegjes en in verborgen hoekjes kunnen bezoekers genieten van muziek, dans, theater, acrobatie en nog veel meer. De hele dag door vinden performances plaats in de Gentse binnenstad. ’s avonds licht de Gras- en Korenlei op met een concert op het water en een unieke licht- en vuurwerkshow. 
In het najaar staat de Informele Top van Vlaanderen op de agenda, een bijeenkomst van honderden decisionmakers uit de bedrijfswereld, de politiek, de academische wereld en het culturele veld. Met de Informele Top wil Gent Festival de internationale aandacht voor Vlaanderen versterken. Onder meer premier Alexander De Croo, ex-minister president Geert Bourgeois, energieminister Tinne Van der Straeten, voormalig Europees President Herman Van Rompuy, ex-OIC president Dr. Jacques Rogge, componist Jean-Michel Jarre waren er al gastspreker. 
Whispering Leaves bundelt een reeks intieme nazomerconcerten die plaatsvinden in Gentse stadstuinen. Met het dagfestival dat deel uitmaakt van Gent Festival, kunnen muziekliefhebbers genieten van uiteenlopende concerten die gebracht worden door opkomende muzikanten uit binnen- en buitenland. 
Sind 2021 is er ook Festival Stroom, een muziekfestival langs de oevers van de Scheldevallei.  

## Programma

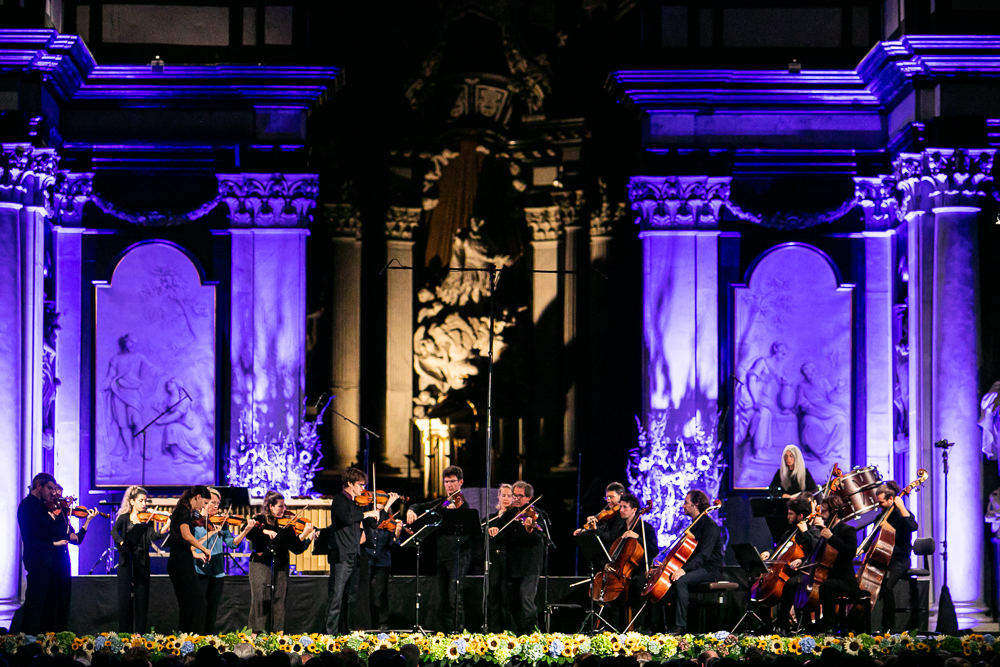
O Modernt en Dame Evelyn Glennie op het openingsconcert in de Sint-Baafskathedraal op 12 september 2022

- 2024: Wiener Philharmoniker o.l.v. Christian Thielemann, Odessa Classics – Alexey Botvinov en New Ideas Chamber Orchestra o.l.v. Gediminas Gelgotas, Arvo Pärt en zijn Baltische vrienden – Vox Clamantis, Barokke parels uit Venetië en Napels – Jakub Józef Orlinski en Il Pomo d'Oro, Whispering Leaves, Irish Roots & Celtic Dreams – Daniel Hope en AIR, The Great European Songbook – Bent Van Looy, ROOSBEEF en Casco Phil o.l.v. Stijn Saveniers, Welkom in Europa – lezing met Geert Mak, Chamber Orchestra of Europe met Julia Hagen te gast, The ECMA Project – Paddington Trio, Javus Quartett en Susato Trio, OdeGand, Meesterpianist in recital – Pierre-Laurent Aimard, In What We Trust – I SOLISTI en Vlaams Radiokoor o.l.v. Bart Van Reyn, The Nordic Sessions – Bjarte Eike en Barokksolistene, Méditerra-Nuit – Salvador Sobral, Yaràkä en A Filetta
- 2023: OdeGand, Miroirs – Alexandre Tharaud, Mahler 5 – London Philharmonic Orcherstra, Wandelaars – Wim Helsen en Roy Aernouts, Hush (6+) – Zonzo Compagnie, The Fairy Queen – Les Arts Florissants, The ECMA Project, Bach Cellosuites – Bruno Philippe, Whispering Leaves, Cambio madre – kameropera van Frank Nuyts, Apokalypsis van James Wood, Moonlight – O/Modernt, Fauré Requiem, Nacht van de Verbeelding
- 2022: Officum met Psallentes en Silbersee, Whispering Leaves, Feestelijk openingsconcert: Looping Time met Evelyn Glennie en O/Modernt o.l.v. Hugo Ticciati, Visions of Eden met Joyce Di Donato en Il Pomo d'Oro o.l.v. Maxim Emelyanychev, OdeGand Oeverture met The Naghash Ensemble uit Armenië en Symfonieorkest Vlaanderen, OdeGand Slotspektakel met Frederik Sioen & Osama Abdulrasol en het 9000 Youth Collective, Ondrej Kuru en Irene Àlvarez, Gidon Kremer en Kremerata Baltica 100!, Bamberger Symphoniker o.l.v. Jakub Hrusa met Ligeti’s Lontano en Bruckner 9, The ECMa Project met Nerida Quartett, Trio Pantoum en Trio Ernest, Le salon de Proust met Stephanie Huang & Jean-Claude Vanden Eynde, Jan Michiels en Bart Vandenbogaerde & Margarita Höhenrieder, KidsOdeGand met Frisse Oren en Oorkaan, Ein deutsches Requiem, Brahms troostrijke afscheidsmuziek met het koor en orkest van Opera Ballet Vlaanderen, Vonken aan de piano met Lukáš Vondráček.
- 2021: Wiener Philharmoniker o.l.v. Herbert Blomstedt, In de geest van Schönberg – Het Collectief, HORIZON live, Take this Waltz – lezing met Kurt Van Eeghem, KidsOdeGand, Whispering Leaves, Janine Jansen & Amsterdam Sinfonietta, A symphonic tribute to Leonard Cohen met Lady Linn, Daan en Symfonieorkest Vlaanderen o.l.v. Dirk Brossé, Showcases European Chamber Music Academy, Schubert’s Wintereise met Ian Bostridge en Julius Drake, De viool van Mozart in Gent met Rolando Villazón, Hugues Borsarello en Paul Montag, Sprankelend Salzburg met Camerata Salzburg, François Leleux en Rolando Villazón, Après le bal – dansvoorstelling van Gabor Kapin, Camerata RCO, Vienna Stories met Anneleen Lenaerts en het Selini Quartet

- 2020: Baby en Peuter Pärt, Morning Dew en Afternoon Delight, Spiro – Feestelijke opening met muziek en dans, Für Jan van Eyck – Wereldpremière Arvo Pärt met Collegium Vocale Gent o.l.v. Philippe Herreweghe, Jan van Eycks optische revolutie – lezing met Prof. Dr. Maximiliaan Martens, Beethoven in Pocketsize, met solisten van B’Rock Orchestra, Belgian National Orchestra, Symfonieorkest Vlaanderen, Anima Eterna Brugge, Casco Phil, Orchestre Royal Philharmonique de Liège, het Symfonieorkest van de Munt, het Symfonisch Orkest van Opera Ballet Vlaanderen en van de Koninklijke Muziekkapel van de Gidsen, O Dolorosa Gioia met Collegium Vocale Gent o.l.v. Philippe Herreweghe, A Family Affair met Pianoduo Mephisto, Duo Ivanov en Pieter en Tine Embrechts, Collegium Vocale Gent & Bach, The Generation Project met Trio Hélios en Trio Bohémo, Listen to the Lamb!

- 2019: openingsconcert O Magnum Mysterium met Cappella Amsterdam, Amsterdam Sinfonietta, Belgian Brass & Maud Vanhauwaert, Parklife, Meesterlijke Bruckner, met Collegium Vocale Gent en Orchestre des Champs-Elysées o.l.v. Philippe Herreweghe, Mozart – A symphony of songs, B’Rock o.l.v. René Jacobs, Méditerra-Nuit met Luisa Palicio, Elena Ledda, Marco Rodrigues en Katerina Papadopoulou, Vergeten, Nederlands Kamerkoor o.l.v. Peter Dijkstra, Bachs Goldbergvariaties door David Fray, Amor, Arditti Quartet, Nacht van de Verbeelding

- 2018: European Chamber Music Academy - Masterclasses met jonge musici met een passie voor kamermuziek, Bach, de vijfde evangelist - Feestelijk openingsconcert met Bachs Hohe Messe & Ton Koopman, De vurige viool van Kopatchinskaja met Patricia Kopatchinskaja & Camerata Bern, The Generation Project: Jonge wolven van de European Chamber Music Academy & hun meesters, Parklife: Open air muziekfestival voor genieters groot & klein, Magistrale Bruckner 7 met London Philharmonia o.l.v. Esa-Pekka Salonen, Don Carlos: Corridors of Power - Verdi's opera revisited, Het landschap van de polyfonisten met Paul van Nevel & Huelgas Ensemble, De Blinden - Muziektheater met Collegium Vocale Gent & LOD, Kids aan Zet!, Opzwepende flamenco - Carmen van Bizet, indrukwekkend flamencoballet uit broeierig Andalucía, Over lijden & verlossing: Bach, Vivaldi & Shostakovich met Mahler Chamber Orchestra, Le Banquet - Filosofie en muziek: dialoog of battle?, Top 3 van de Romantiek - Slotconcert: Rotterdams Philharmonisch Orkest met Schumann, Chopin & Brahms

- 2017: Parklife, OdeGand Ouverture met Marije Nie, Helene Bracke en Casco Phil, Pavel Milyukov en het Mariinsky Theatre Orchestra o.l.v. Valery Gergiev, Feestelijk openingsconcert Anneleen Lenaerts, Kalle Kalima en Ensemble Resonanz o.l.v. Ulrich Kern, Victor Julien-Laferrière en The Chineke! Orchestra o.l.v. Roderick Cox, KidsOdeGand, The Flamenco Connection met Magdalena Kožená en Private Musicke o.l.v. Pierre Pitzl, Antonio El Pipa, Compañia de Flamenco, Gent viert Philippe Herreweghe met Collegium Vocale Gent en Kaspar Putnins, Maene Straight Strung met Jean-Claude Vanden Eynden, France Springuel & Kurt Van Eeghem, Hannes Minnaar & Heath Quartet en Frank Braley, Daniel Kharitonov, Lucienne Renaudin Vary, London Chamber Orchestra o.l.v. Vladimir Ashkenazy, The Music Critic met John Malkovich, So-ock Kim, Aleksey Igudesman, James Boyd, Boris Andrianov en Hyung-ki Joo, Artbeat, Anouar Brahem, The Generation Project met Sarah Defrise en José Van Dam en Symphonieorkest Vlaanderen o.l.v. Jan Latham-Koenig, European Chamber Music Academy: Prestigieuze opleiding strijkt voor een eerste keer neer in Gent

- 2016: KidsOdeGand, Feestelijk openingsconcert met Vadim Repin & Beethoven Orchester Bonn, Amiez-vous Bach? met Amsterdam Baroque Orchestra, A little lunch music #1 met Utopia, Almost Angels met de Wiener Sängerknaben, De Vreemden - NTGent & Asko Schönberg, A little lunch music #2 met Chi-Chi Nwanoku, Graceland met Sioen & Calling up Soweto choir, Leading strings met Apollon Musagète Quartett, Caïda Libre met Compagnía Sharon Fridman, Festus met Victoria Deluxe, Uit de nieuwe wereld met Anima Eterna Brugge, The Generation Project met Harriet Krijgh, Pieter Wispelwey & Casco Phil, Griekse Roots met Athens State Orchestra, Now I lay me down met Into the Dark & Solistenensemble Kaleidoskop, Singing saxes met Raschèr Saxophone Quartet, Artbeat

- 2015: Folias & Romanescas met Jordi Savall & Rolf Lislevand, Feestelijk openingsconcert met Sabine Meyer & Academy of Saint Martin in the Fields, Gala Night met Thomas Hampson, Jodie Devos en het Nationaal orkest van België o.l.v David Giménez, Accatone met NTGent & Collegium Vocale Gent, Siesta Musicale #1 met Bojan Cicic, The Generation Project met Esther Yoo, Pierre Amoyal & Camerata Lausanne, The Juliet Letters for voice and string quartet van Elvis Costello, door Sioen & Matangi Quartet, Parklife - Muziekfestival voor foodies, families en fietsers, Poepsimpel met Compagnie Cecilia, Meeting in Wenen met Tetzlaff Quartet, Dubbeltalent met Barbara Hannigan & LUDWIG, Siesta Musicale #2 met Spark, Die Kunst der Fuge met Angela Hewitt, O Fado met Marco Rodrigues, Leading Strings met Quatuor Danel, OdeGand by Night